# Đặng Quốc Bảo
Đặng Quốc Bảo (1 tháng 5 năm 1927 - 15 tháng 9 năm 2024) là một chính khách người Việt Nam. Ông nguyên là Ủy viên Ban Chấp hành Trung ương Đảng Cộng sản Việt Nam khóa IV, nguyên Trưởng ban Khoa giáo Trung ương Đảng, nguyên Bí thư thứ nhất Ban chấp hành trung ương Đoàn Thanh niên cộng sản Hồ Minh, thiếu tướng, Phó giáo sư, nguyên Hiệu trưởng kiêm Chính ủy Trường Đại học Kỹ thuật Quân sự.

## Tiểu sử
- Thiếu tướng Đặng Quốc Bảo sinh ngày 1 tháng 5 năm 1927 tại làng Hành Thiện, xã Xuân Hồng, huyện Xuân Trường, tỉnh Nam Định. Ông có quan hệ họ hàng với Tổng bí thư Trường Chinh (tức Đặng Xuân Khu).
- Ông tham gia Cách mạng tháng 5 năm 1945 và được kết nạp vào Đảng Cộng sản Việt Nam năm 1945.
- Tháng 2 năm 1947, ông nhập ngũ và được cử phụ trách Trường Quân chính, Trưởng ban Chính trị Trung đoàn 140.
- Từ năm 1947 đến năm 1949, là chính trị viên Tiểu đoàn rồi Chính ủy Trung đoàn 88.
- Tháng 4 năm 1954, Chủ nhiệm Chính trị Đại đoàn Quân tiên phong (F308).
- Tháng 11 năm 1955, ông được bổ nhiệm là Chánh Văn phòng Tổng cục Chính trị.
- Tháng 11 năm 1957, Chính ủy Sư đoàn 308.
- Tháng 12 năm 1962, Chính ủy Cục Công binh Bộ Tổng Tham mưu.
- Năm 1965, ông giữ chức vụ Chính ủy Sư đoàn 330.
- Năm 1966, Chủ nhiệm Chính trị Quân khu Tây Bắc. Sau đó làm Thư ký Chủ nhiệm Tổng cục Chính trị Quân đội nhân dân Việt Nam.
- Tháng 3 năm 1968, Chính ủy kiêm Hiệu trưởng Trường Đại học Kỹ thuật Quân sự (nay là Học viện Kỹ thuật Quân sự). Ông được thăng quân hàm thiếu tướng năm 1974.
- Tháng 9 năm 1976, ông chuyển ngành sang dân sự giữ chức vụ: Thứ trưởng Bộ Đại học và Trung học chuyên nghiệp, Bí thư thứ nhất Trung ương Đoàn Thanh niên Cộng sản Hồ Chí Minh, Phó trưởng ban rồi Trưởng ban Khoa giáo Trung ương.
- Tại Đại hội đại biểu Đảng Cộng sản Việt Nam lần thứ 4 (năm 1976), ông được bầu là Ủy viên Ban Chấp hành Trung ương Đảng Cộng sản Việt Nam và được bổ nhiệm chức Trưởng ban Khoa giáo Trung ương Đảng.
- Ông được phong hàm Phó Giáo sư.
- Ông nghỉ hưu tại Hà Nội, Chủ tịch Quỹ bảo trợ Tài năng trẻ Kỹ thuật quân sự Việt Nam. Gia đình ông cư trú tại 17 Phan Đình Phùng, quận Ba Đình, TP Hà nội. Vợ ông là bà Dương Thị Duyên, con gái nhà giáo Dương Quảng Hàm.

## Qua đời
Do tuổi cao, sức yếu ông đã từ trần vào hồi 9h02p ngày 15/9/2024, hưởng thọ 97 tuổi.

## Danh hiệu
- Huân chương Hồ Chí Minh.[2]
- Huân chương Độc lập hạng Nhất.
- Huân chương Quân công (hạng Nhất, Nhì, Ba).
- Huân chương Kháng chiến hạng Nhất...